# Queen's Blade
Queen's Blade (クイーンズブレイド lit. La espada de la reina?) es una serie de libros juego publicados por Hobby Japan, sobre la base de la licencia de obras de Lost Worlds. Publicado por primera vez en 2005, incluye solo personajes femeninos. La trama gira en torno a un torneo conocido como el Queen's Blade, el cual se realiza cada cuatro años para determinar una nueva reina.
Desde su lanzamiento original, la serie se ha convertido en una franquicia de medios, que abarca cuatro adaptaciones de manga, tres adaptaciones de anime, tres novelas ligeras y varias adaptaciones de videojuegos. También se han producido figuras de los personajes realizados por varios fabricantes, como Kaiyodo con su serie Revoltech, junto con varios objetos.

## Argumento
En el Continente, se celebra un torneo llamado Queen's Blade cada cuatro años para determinar a la reina más bella y poderosa. Celebrado en Gainos, la capital de la reina, varias guerreras de todo el Continente viajan a la Capital para derrotar a Aldra, la reina actual. La historia general se centra en Leina, la heredera de la estimada familia Vance y la siguiente en la línea del trono, mientras viaja a Gainos, donde se encuentra con muchas otras guerreras que también compiten en el Queen's Blade por sus propios motivos.

## Personajes

### Personajes principales
Leina (レイナ?)
 Seiyū: Ayako Kawasumi
Conocida como la Guerrera Errante. Leina es la hija media de la familia del Conde Vance y la heredera al trono de éste. Huyó de su casa para seguir los pasos de su madre María, quien fue una guerrera aventurera, conocer el mundo y convertirse en una guerrera más fuerte que sus hermanas. Su armadura posee un tipo de energía que la hace inmune a ciertos ataques malignos y su arma es una espada larga llamada Evindil. Se une al torneo para volverse más fuerte y también cumplir las metas de otras guerreras con buen corazón.
Leina fue creada por el artista Hirokazu Hisayuki, mientras que su versión en CGI fue realizada por M-RS.
Risty (リスティ?)
 Seiyū: Yūko Kaida
Conocida como la Noble Bandida del Desierto. Es una ladrona con corazón de oro, pues les roba sus riquezas a los ricos para dárselas a las personas necesitadas. A pesar de que muchos la llaman ladrona, prefiere ser llamada bandida. A pesar de ser una guerrera fría y dura, también es una mujer dulce que ayuda a los niños pobres. Participa en el torneo para ayudar a las personas sumidas en la pobreza. Usa como arma un mazo pesado y lleva también un escudo de madera.
Risty fue creada por el artista Eiwa.
Irma (イルマ?)
 Seiyū: Yui Kano
Conocida como la Asesina de los Colmillos. Es miembro de un grupo de guerreras que sirven a la reina Aldra. Su misión es eliminar a algunas de las participantes del torneo. Es ingeniosa y está dispuesta a utilizar tácticas crueles, pero siente ternura y compasión por los gatos callejeros. Usa dagas para sus misiones de. Se une al torneo para vengar la muerte de su hermano durante las guerras promovidas por Aldra, a pesar de que su maestra Echidna le advirtió desde muy pequeña, y antes de abandonarla, que nunca le ganaría a la reina.
Irma fue creada por el artista Hirotaka Akaga.
Nowa (ノワ?)
 Seiyū: Mikako Takahashi
Conocida como la Guardiana del Bosque. Es mitad elfo y mitad humano, pero tanto los elfos como los humanos la discriminan. Sus únicos amigos son Alleyne y su mono mascota Lou. Es extrovertida y amable con los demás pero también es muy ingenua. No usa ropa interior al igual que los elfos, lo que escandaliza a otras personas. Alleyne la entrenó y le dio una vara como arma y al mono Lou, el cual puede endurecer su cuerpo y actuar como escudo. Fue enviada al torneo por orden del Consejo de Elfos, quienes solo deseaban deshacerse de ella.
Nowa fue creada por el artista Katsuzo Hirata.
Tomoe (トモエ Tomoe?)
 Seiyū: Mamiko Noto
Conocida como la Miko Guerrera. Es una sacerdotisa miko que proviene de la isla de Hinomoto. Es una chica recatada, humilde y modesta por su formación en el santuario de sacerdotisas. Usa la katana sagrada Kuchinawa, la cual es una reliquia con poderes místicos. Es enviada al torneo por orden de la jefa del santuario con el objetivo de convertirse en reina y proteger a la joven emperatriz de Hinomoto de los malvados planes de su corte de funcionarios corruptos. En su viaje es acompañada por la ninja Shizuka.
Tomoe fue creada por el artista Eiwa.
Echidna (エキドナ?)
 Seiyū: Yuki Kaida
Conocida como la Mercenaria Veterana. Es una elfo salvaje de los bosques del sur con más de 500 años de experiencia en combate. Fue líder de las Asesinas del Colmillo y fue maestra de Irma, pero ahora es una mercenaria. Así como otros elfos, no usa ropa interior y lleva una serpiente llamada Keltan para cubrirse. Usa una espada corta y un escudo de metal. Se une al torneo para cumplir con un trabajo: proteger a Leina. Pero ella no menciona quién fue la persona que le encargó esa misión.
Echidna fue creada por el artista F.S.
Menace (メナス?)
 Seiyū: Yūko Gotō
Conocida como la Princesa Antigua. Es una princesa que vivió hace miles de años en el antiguo reino de Amara. Vivía una vida de lujo hasta que fue traicionada por su consejera Anarista, quien provocó la caída de Amara y la muerte de su princesa. Poco antes del inicio de la trama, la Bruja del Pantano la revivió para tenerla como sirviente y encargarle la misión de causar caos en el torneo. Pero Menace solo está interesada en revivir su reino con la ayuda de Setra, su fiel arma viviente.
Menace fue creada por el artista F.S.
Elina (エリナ?)
 Seiyū: Kaori Mizuhashi
Conocida como la Capitana de la Guardia Real. Es la hija menor del Conde Vance y la capitana de los soldados a cargo de la seguridad de su familia. Fue entrenada en artes marciales desde muy joven y actúa como espía y asesina bajo las órdenes de su padre. Posee un armadura con motivos de tigre y usa una lanza. Su personalidad es cruel y despiadada, excepto cuando está con sus hermanas, en especial Leina, debido a que tiene una obsesión con ella. Se une al torneo para encontrar a Leina y llevarla de regreso a casa.
Elina fue creada por el artista Hirokazu Hisayuki.
Airi (アイリ Airi?)
 Seiyū: Kanae Itō
Conocida como la Seductora Infernal. Es un espectro con la apariencia de una chica pelirroja con ropas de sirvienta. Está bajo las órdenes de la Bruja del Pantano, siendo su subordinada más leal. Se alimenta de la energía vital de los humanos a través del contacto físico, especialmente besándolos. Usa una guadaña como arma y es capaz de levitar e invocar espíritus menores que la ayudan en combate. Debido a las órdenes de su ama, se une al torneo para causar caos en él.
Airi fue creada por el artista Kazuhiro Takamura.
Nanael (ナナエル?)
 Seiyū: Aya Hirano
Conocida como el Ángel de la Luz. Es un ángel del Cielo y es la supervisora del Queen's Blade. Tiene un ala más pequeña que la otra, lo que provoca que agite cada ala a diferente velocidad. En secreto, ella desea conseguir un harem de hombres que la veneren. Debido a su mal comportamiento, fue exiliada al mundo de los mortales y, como una prueba, se le encargó participar en el torneo para investigar a la reina Aldra. Al ser un ángel, una raza más fuerte que las otras, se le ordenó que no derrame la leche sagrada de una botella para limitar su poder.
Nanael fue creada por el artista Kūchū Yōsai.
Cattleya (カトレア?)
 Seiyū: Ryōka Yuzuki
Conocida como la Vendedora de Armas. Es una guerrera conocida por sus pechos grandes y por usar una enorme espada llamada Kyojin Goroshi. Dejó su vida como de viajera para formar una familia y establecer una tienda de armas en el pueblo de Vosk. Se casó con un guerrero llamado Owen, con quien tuvo un hijo llamado Rana. Sin embargo, su felicidad terminó un día cuando Owen desapareció misteriosamente sin dejar rastros. Decidió entrar al torneo, junto a su hijo, para encontrar a su esposo perdido.
Cattleya fue creada por el artista Hiraku Kaneko.
Nyx (ニクス?)
 Seiyū: Rie Tanaka
Conocida como la Maestra de las Flamas. Es una chica con un origen humilde. Cuando era niña fue sirviente en el Castillo de la familia Vance. Eso provocó su odio a las personas de la clase alta, en especial a Elina, quien la maltrataba y humillaba. En cierta ocasión, encontró al arma viviente Funikura, quien le ataca sexualmente y la obliga a ser violenta, a cambio de darle poder para controlar el fuego. Ella se une al torneo para probar su valía ante aquellos que la despreciaron y maltrataron.
Nyx fue creada por el artista Masahiro Kuroki.
Melpha (メルファ?)
 Seiyū: Sayaka Ohara
Conocida como la Sacerdotisa de Gainos. Es una monja de alto rango que es muy respetada y es considerada por sus seguidores como una mujer santa. A diferencia de las otras guerreras, y a pesar de usar un mayal con púas y un pequeño escudo, ella no posee habilidades de combate. Sin embargo, puede usar las Poses divinas, unas posiciones vergonzosas que le permiten usar el Poder Divino, ya sea para castigar o curar a alguien. Entró al torneo solo para representar a su orden religiosa en la competencia.
Melpha fue creada por el artista Zundarepon.
Shizuka (シズカ Shizuka?)
 Seiyū: Hitomi Nabatame
Conocida como la Jefa de los Ninjas Kouma. Era la líder de un grupo de mercenarios ninjas, pero dejó este modo de vida tras ser vencida por Tomoe. Desde entonces le sigue en su viaje por liberar Hinomoto, ayudándola como si fuera su sirviente, aunque Tomoe la considera más una amiga.
Shizuka fue creada por el artista Eiwa.
Melona (メローナ?)
 Seiyū: Rie Kugimiya
Conocida como la Asesina de las Mil Rostros. Es una slime con el poder de cambiar de apariencia. Tiene una personalidad traviesa pero sádica al momento de pelear. Puede copiar la apariencia física de otras personas, llegando a copiar también sus habilidades. También puede crear objetos con la sustancia de su propio cuerpo, como la espada rosada que usa. Su ataque principal es lanzar un líquido ácido desde sus pechos. Es una de las subordinadas de la Bruja del Pantano y, por orden de ella, se une al torneo para causar caos en él.
Melona fue creada por el artista F.S.
Claudette (クローデット?)
 Seiyū: Atsuko Tanaka
Conocida como la General de las Nubes de Tormenta. Es la hija mayor del Conde Vance, pero no es su heredera, sino su general, debido a que su madre no era la esposa legítima del conde. Por no recibir el mismo cariño y atención que sus hermanas, desarrolló una personalidad fría y dura. Sin embargo, en el fondo tiene una debilidad por las cosas y personas lindas. Es capaz de usar una gran espada llamada Thunderclap, que le permite controlar rayos. Se unió al torneo para encontrar a su hermana Leina y para abolir a la nobleza.
Claudette fue creada por el artista Hirokazu Hisayuki.
Ymir (ユーミル?)
 Seiyū: Ayaka Saitō
Conocida como la Princesa de Acero. Es la hija del rey de los enanos y está a cargo de la fábrica de armas de la Montaña de Hierro. A pesar de su apariencia infantil, es una adulta, lo que se puede notar por la forma en la que habla. Usa una gran hacha de combate, más grande que su cuerpo, y lleva un guantelete especial que le permite alzar su arma con facilidad. Las ventas de la Montañas de Hierro han decaído en los últimos tiempos, por lo que ella se une al torneo para darle publicidad a las armas hechas por los enanos.
Ymir fue creada por el artista Natsuki Mibu.
Alleyne (アレイン?)
 Seiyū: Eri Kitamura
Conocida como la Instructora de Combate. Es una elfo de mil años de edad y es la guerrera con más experiencia de la tribu de los Elfos del Bosque. Es taciturna y suele calificar las habilidades de otros mediante puntos. Tiene una rivalidad con Echidna y es también la maestra de Nowa. Su arma principal es una gran vara con puntas de hierro. Se opuso a que su estudiante fuera obligada a participar en el torneo pero como el consejo de Elfos no le hizo caso, se escapó en secreto de su aldea y se unió a la competencia para cuidar de Nowa.
Alleyne fue creada por el artista MatsuRyu.
Aldra (アルドラ?)
 Seiyū: Miyū Takeuchi
Conocida como la Reina Hechizada. Es la ganadora de los dos últimos torneos, por lo que ha gobernado el Continente por ocho años seguidos. Es mitad humana y mitad demonio, pues es la hija de un Papa y de la Reina del Inframundo. Después de que su hermana menor desapareció, hizo un pacto con el demonio Delmore para que éste le otorgue poderes a cambio de que éste posea su cuerpo a medias. Usa su posición como reina para buscar a su hermana y, como aún no la ha encontrado, desea seguir en el trono por más tiempo.
Aldra fue creada por el artista Kantaka.

### Personajes secundarios
Conde Vance (ヴァンス伯爵 Vance Hakushaku?)
 Seiyū: Atsushi Ono
Es el padre de Claudette, Leina y Elina. Gobierna un estado que se opone al dominio de la reina y odia el torneo del Queen's Blade.
María (マリア?)
 Seiyū: Sanae Kobayashi
Conocida como la Maestra de la Espada. Fue la esposa del Conde Vance y la madre de Leina y Elina. Murió ocho años antes del inicio de la historia, mientras participaba en el torneo del Queen's Blade.
Anarista (アナリスタ?)
Conocida como la Escorpión de Amara. Fue una subordinada de la princesa Menace hace miles de años. Sin embargo, decidió traicionar a su ama, ayudando a un reino enemigo a invadir y destruir Amara.
Setra (セトラ?)
 Seiyū: Fumihiko Tachiki
Es un arma viviente con forma de cetro con cabeza de gato. Es el consejero leal de Menace y la ayuda en su meta de revivir su antiguo reino.
La Bruja del Pantano (沼地の魔女 Numachi no Majō?)
Es una bruja poderosa y misteriosa que vive en una gran zona lúgubre conocida como el Pantano. Es el ama de Airi y Melona, y es también quien revivió a Menace. Ella envía a sus subordinadas a participar en el torneo para desbaratarlo.
Hachiel (ハチエル?)
 Seiyū: Kokoro Kikuchi
Es una de los ángeles del Cielo y es la mejor amiga de Nanael. Suele intervenir a favor de su amiga ante la Jefa Ángel cuando comete errores.
Jefa Ángel (天使長 Tenshichō?)
 Seiyū: Takako Honda
Es la jefa de los ángeles del Cielo y la organizadora del torneo. Le pone pruebas a Nanael para mejorar su comportamiento.
Rana (ラナ?)
 Seiyū: Rie Kugimiya
Es el hijo de Owen y Cattleya. Suele estar junto a su madre, incluso cuando ella lucha.
Owen (オーウェン?)
Conocido como el Asesino de Dragones. Es el esposo de Cattleya y el padre de Rana. Es un guerrero que dejó su vida de aventurero para formar una familia. Sin embargo, un día desapareció sin dejar rastro.
Delmore (デルモア?)
 Seiyū: Akira Ishida
Es un poderoso demonio del Inframundo. Le concedió a Aldra algunos de sus poderes y habilidades, entre ellos la inmortalidad, razón por la que ella dejó de crecer. A cambio, ella le permitió compartir su cuerpo con él.
Hans (ハンス?)
Conocido como el Dueño de la Tienda de Recuerdos. Como indica su apodo, tiene una tienda en Gainos que vende diversos artículos sobre las participantes del torneo, especialmente figuras. Es el portavoz del staff de Hobby Japan.

## Contenido de la obra

### Libros juego
Entre 2005 y 2008, Hobby Japan publicó gamebooks o libros juego acerca de los personajes de la franquicia. Además de los libros 18 personajes principales, se publicó una versión alternativa de la protagonista.
- Serie 1 (Leina y Risty) - Publicada el 25 de noviembre de 2005.[21][22]
- Serie 2 (Irma y Nowa) - Publicada el 28 de diciembre de 2005.[23][24]
- Serie 3 (Tomoe y Echidna) - Publicada el 9 de junio de 2006.[25][26]
- Serie 4 (Menace y Elina) - Publicada el 29 de septiembre de 2006.[27][28]
- Serie 5 (Airi y Leina 3D) - Publicada el 22 de diciembre de 2006.[29][30]
- Serie 6 (Nanael y Cattleya) - Publicada el 16 de marzo de 2007.[31][32]
- Serie 7 (Nyx y Melpha) - Publicada el 29 de junio de 2007.[33][34]
- Serie 8 (Melona y Claudette) - Publicada el 18 de octubre de 2007.[35][36]
- Serie 9 (Ymir) - Publicada el 15 de febrero de 2008.[37]
- Serie 10 (Alleyne y Aldra) - Publicada el 20 de junio de 2008.[38][39]

En el Anime Expo 2010, Hobby Japan anunció que traducciones al inglés de los libros juego serían publicados en Norteamérica. Existen versiones oficiales en inglés de los libros de Alleyne, Melona, Nanael y Tomoe.
El 30 de septiembre de 2020 fue publicado el libro juego de Shizuka, convirtiendo oficialmente a este personaje en uno de los principales.

### Anime
Una adaptación animada de Queen's Blade, llamada Queen's Blade: Rurou no Senshi (クイーンズブレイド 流浪の戦士 Kuīnzu Bureido: Rurō no Senshi?), fue producida por ARMS. Se estrenó en Japón entre abril y junio de 2009 en AT-X, con transmisiones subsecuentes en Chiba TV, Sun Television y Tokyo MX. Seis volúmenes de DVD fueron lanzados por Media Factory entre junio y noviembre de 2009. Una segunda temporada, llamada Queen's Blade: Gyokuza o Tsugumono (クイーンズブレイド 玉座を継ぐ者 Kuīnzu Bureido: Gyokuza o Tsugumono?), se estrenó en AT-X entre septiembre y diciembre de 2009. Seis nuevos volúmenes de DVD fueron lanzados por Media Factory entre diciembre de 2009 y mayo de 2010.
Una serie de OVAs, conocida como Queen's Blade: Utsukushiki Toushi-tachi (クイーンズブレイド ～美しき闘士たち～ Kuīnzu Bureido ~Utsukushiki Tōshi-tachi~?), fue anunciada en mayo de 2010. En ella, se cuentan historias sobre los personajes secundarios tras el fin del torneo. Se estrenó entre agosto de 2010 y febrero de 2011, mientras que los DVD fueron lanzados entre agosto de 2010 y marzo de 2011.
Otra serie de OVAs, llamada Vanquished Queens (ヴァンキッシュド・クイーンズ?) se estrenó entre marzo de 2013 y septiembre de 2014. Continúa las aventuras de las guerreras después de lo sucedido en las OVAs anteriores y sirve como conexión entre esta historia y su secuela.
En 2017 se anunció un reboot de la serie llamado Queen's Blade Unlimited (クイーンズブレイド UNLIMITED?). Narra la historia original pero con algunos cambios, especialmente que Elina es ahora la protagonista.

### Manga
Un manga de antología, conocido como Queen's Blade Anthology Cómic (クイーンズブレイド アンソロジー コミック?), fue publicado por Hobby Japan en cuatro volúmenes entre abril de 2007 y febrero de 2008. Cuenta diversas historias cómicas acerca de las guerreras.
Una adaptación al manga, llamada Queen's Blade: Hide & Seek (クイーンズブレイド -Hide&Seek-?), fue ilustrada por Iku Nanazuki y empezó su serialización en diciembre de 2007 por Comp Ace. La historia se centra en las aventuras de Elina mientras busca a su hermana Leina. Cinco volúmenes fueron publicados por Kadokawa Shoten entre junio de 2008 y junio de 2010.
Otra adaptación al manga, basada ligeramente en el anime y con el nombre de la primera temporada del anime, fue ilustrada por Kabao Kikkawa y serializada en octubre de 2008 por Monthly Comic Alive. Tres volúmenes fueron lanzados entre febrero de 2009 y enero de 2010 por la imprenta de Media Factory.
Una tercera adaptación al manga, llamada Queen's Blade Struggle (クイーンズブレイド ストラグル?), fue ilustrada por AstroguyII y empezó su serialización en diciembre de 2007 por Dengeki Black Maoh y continuó en Dengeki Maoh después de que el primero dejó de circular. Cuatro volúmenes fueron lanzados entre marzo de 2009 y febrero de 2012 por la imprenta de Dengeki Comics.
Un manga vertical a color del género isekai llamado Nanashi no Tensei: Queen's Blade (ナナシの転生クイーンズブレイド?), ilustrado por Akira Hizuki y Minmi Tachibana, se empezó a publicar desde el 15 de abril de 2024 en Fire CROSS, sitio web de mangas de Hobby Japan.

### Novelas ligeras
Una adaptación a novela ligera, llamada Queen's Blade: Sword of Unicorn (クイーンズブレイド ソード・オブ・ユニコーン?), fue escrita por Eiji Okita e ilustrada por Eiwa. Se lanzaron cinco volúmenes entre abril de 2007 y noviembre de 2008 por la imprenta de HJ Bunko.
Una novela simple, llamada Gekitou! Queen's Blade (激闘！クイーンズブレイド?), ilustrada por Hirotaka Akaga, fue publicada en marzo de 2008.
Una novela basada en el anime y con el nombre de la primera temporada, escrita por Eiji Okita e ilustrada por Tsumotu Miyazawa, fue publicada por Hobby Japan con dos volúmenes lanzados entre agosto y octubre de 2009.

### Videojuegos
El 11 de agosto de 2006 y el 24 de agosto de 2007 fueron lanzados unos mini videojuegos para vestir basados en Tomoe y Nanael respectivamente. Fueron repartidos solo en unos eventos especiales por Hobby Japan.
Un juego para celulares, llamado Queen's Blade i, fue lanzado el 3 de diciembre de 2007 y fue descontinuado tras un año.
Un videojuego de rol llamado Queen's Blade: Spiral Chaos (クイーンズブレイド スパイラルカオス?) fue desarrollado por Bandai Namco Games para la Play Station Portable. Fue lanzado el 17 de diciembre de 2009, y presenta a los personajes de los gamebooks conociendo a nuevos personajes exclusivos y mostrando una historia diferente.
Un videojuego de navegador, llamado Queen's Blade: The Conquest, fue lanzado el 29 de marzo de 2012, pero descontinuado en mayo del año siguiente.
Otro juego para celulares, llamado Queen's Blade: Mobile, fue lanzado en mayo de 2015, pero fue descontinuado después de dos años.
Un videojuego para celulares y computadoras, llamado Queen's Blade: White Triangle fue lanzado en marzo de 2019, pero descontinuado tras un año.
Un videojuego de navegador, llamado Queen's Blade: Limit Break, fue lanzado el 10 de febrero de 2022 originalmente en japonés, añadiéndosele nuevos idiomas en los siguientes meses. El 8 de septiembre de ese mismo año fue actualizado para estar disponible en español, siendo el primer producto de esta franquicia en tener una traducción oficial en este idioma.

### Otros
Tres libros visuales llamados Queen's Blade: Bitoushi Retsuden (クイーンズブレイド美闘士列伝 Queen's Blade: Biografías de las Guerreras Hermosas?) fueron publicados por Hobby Japan entre 2007 y 2009, narrando el pasado de algunas de las personajes principales.
Un juego de cartas coleccionables conocido como Queen's Blade: The Duel fue lanzado por Megahobby en 2008. Después se expandió con personajes de Queen's Gate y Queen's Blade Rebellion, y fue renombrado como Duel System TCG.
Un libro de datos llamado Queen's Blade: Perfect Visual Book (クイーンズブレイド パーフェクトビジュアルブック?) fue publicado en junio de 2009. El libro contiene datos sobre los personajes y lugares de la franquicia.
Una serie de cartas coleccionables, conocida como Queen's Blade Collection Card, ha estado siendo producida. Se trata de cartas biográficas para cada personaje, además de cartas con ilustraciones y chicle.
También hay un juego de mesa conocido como Queen's Blade: The Colosseum, en el que los jugadores pueden asumir el papel de algunas de las guerreras e intentar derrocar a la reina.

## Secuelas
Además de la serie original, Hobby Japan publicó entre 2007 y 2012 una serie de libros juego llamada Queen's Gate (クイーンズゲイト Kuīnzu Geito?), que presenta mayormente personajes femeninos de otras series y videojuegos.
A la serie original de libros juego le siguió una nueva serie conocida como Queen's Blade Rebellion (クイーンズブレイド リベリオン Kuīnzu Bureido Riberion?), que fue publicada entre 2008 y 2011, presentando nuevos personajes y una historia que es una continuación directa de la trama original.
Otra serie de libros juego llamada Queen's Blade Grimoire (クイーンズブレイド グリムワール Kuīnzu Bureido Gurimuwāru?), ha estado publicando libros con nuevos personajes desde 2012 hasta 2016.